# هدا گابلر (فیلم ۲۰۱۴)
«هدا گابلر» (انگلیسی: Hedda Gabler (2014 film)) یک فیلم است.